# Ленин (атомный ледокол)
«Ле́нин» — атомный ледокол, первое в мире надводное судно с ядерной силовой установкой. Ледокол был построен в СССР для обслуживания Северного морского пути и обеспечения непрерывной навигации. Передан Министерству морского флота СССР 3 декабря 1959 года. За 30 лет эксплуатации ледокол прошёл 654,4 тыс. морских миль, из них 563,6 тыс. во льдах, и провёл 3740 судов.
В 1989 году выведен из состава флота, установлен на вечную стоянку рядом с морским вокзалом города Мурманска как корабль-музей. Является объектом культурного наследия федерального значения. На судне действует музей, открытый для посещения.

## История создания

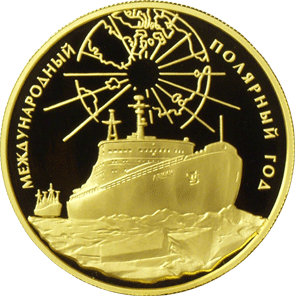
Памятная золотая монета России, 1000 рублей, 2007 год.

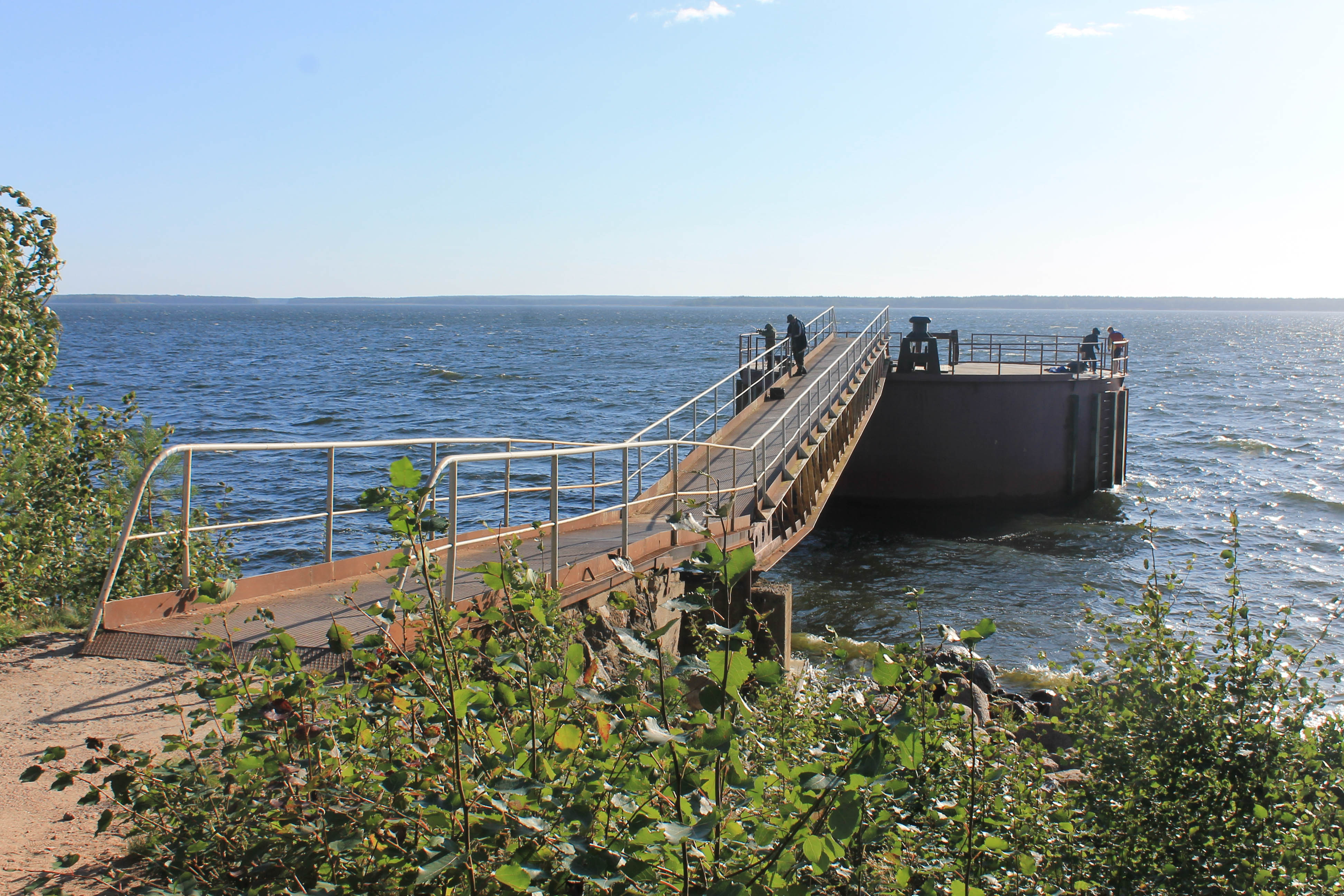
Пирс у дома отдыха «Адмиралтейских верфей» под Приморском, где проводились ходовые испытания.

Памятник ледоколу «Ленин» в мемориале «Покорителям Арктики» в Мурманске

Решение о строительстве первого атомного ледокола было принято Советом министров СССР 20 ноября 1953 года. Необходимость в мощном ледоколе была вызвана интенсивным развитием в послевоенные годы промышленности и добычи полезных ископаемых в Арктике (в Норильске, Печорском угольном бассейне, на Таймыре, в Чаун-Чукотском районе). Для вывоза сырья и снабжения заполярных городов и посёлков требовалось резко увеличить грузооборот Северного морского пути, продлить навигационный период и обеспечить проводку большегрузных судов, что было возможно только с помощью мощных ледоколов-лидеров. Параллельно шло развитие атомной энергетики: в 1954 году в США была спущена первая атомная подводная лодка «Наутилус», а в Обнинске заработала первая в мире атомная электростанция.
Идея создания атомохода принадлежала В. А. Малышеву, который в 1953 году возглавил Министерство среднего машиностроения (атомную отрасль). Проект судна (проект № 92) разрабатывался в ЦКБ-15 (ныне ЦКБ «Айсберг») в 1953—1955 годах. Существует мнение, что шифр был выбран неслучайно, так как под номером 92 в периодической таблице элементов находится уран. Общее научное руководство осуществлял академик А. П. Александров. Главным конструктором судна был В. И. Неганов. Атомную энергетическую установку, включавшую три реактора ОК-150, проектировали в ОКБ Горьковского завода № 92, главный конструктор — И. И. Африкантов. Корпусную сталь марок АК-27 и АК-28 специально для ледокола разработали в институте «Прометей». В связи с новизной оборудования и сложностями компоновки машинного отделения был создан его полноразмерный макет из дерева для отработки конструкторских решений.
Ледокол был заложен 25 августа 1956 года на Судостроительном заводе № 194 имени Андре Марти (ныне «Адмиралтейские верфи») в Ленинграде. Главный строитель — В. И. Червяков. Судовые турбины изготовил Кировский завод, главные турбогенераторы — Харьковский электромеханический завод, гребные электродвигатели — ленинградский завод «Электросила». Всего в создании ледокола участвовало более 500 предприятий СССР, разработавших 76 новых типов механизмов и 150 новых образцов оборудования.

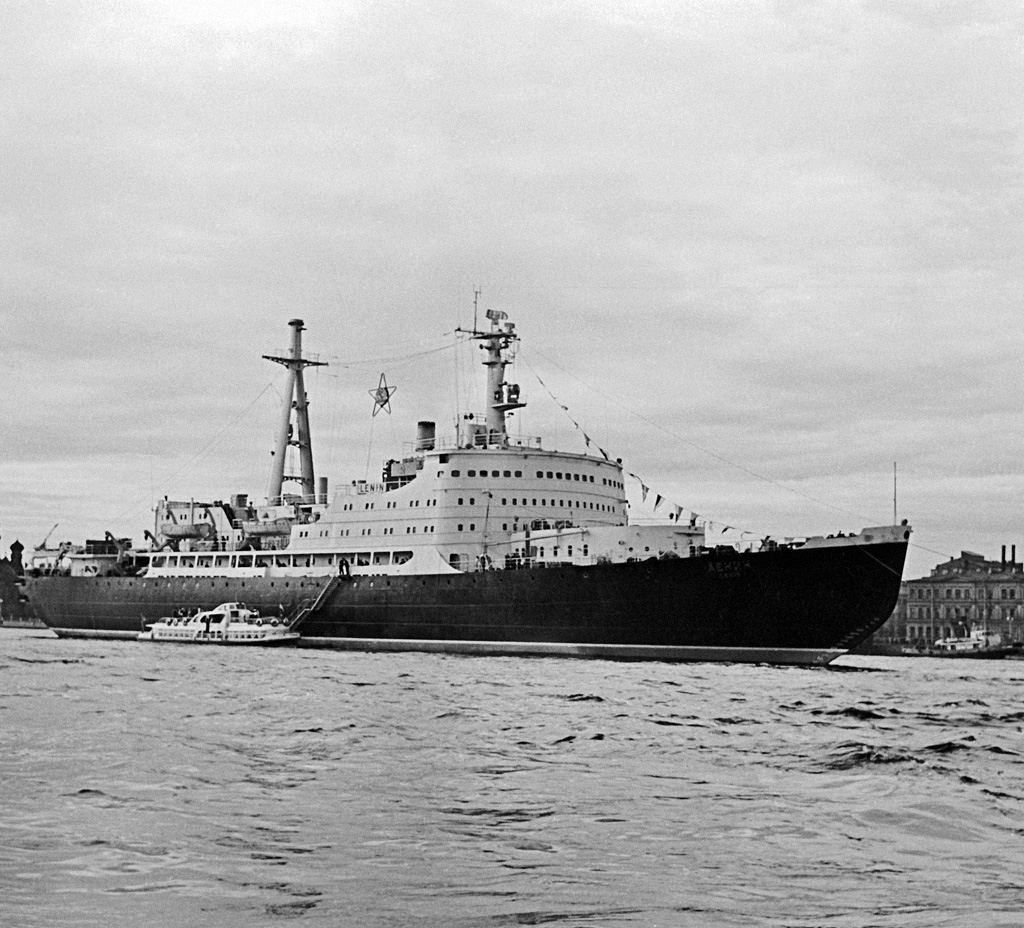
«Ленин» на Неве, 1959 год

Судно было спущено на воду 5 декабря 1957 года. Ядерную энергетическую установку смонтировали в 1958—1959 годах. Физический пуск ядерных реакторов состоялся 6 августа 1959 года. 12 сентября 1959 года «Ленин» с верфи Адмиралтейского завода отправился на ходовые испытания под командованием П. А. Пономарёва (западная пресса указывала дату 15 сентября). В ходе строительства и испытаний ледокол посетили многочисленные делегации, включая премьер-министра Великобритании Г. Макмиллана, вице-президента США Р. Никсона, министров КНР. 3 декабря 1959 года атомоход был сдан Министерству морского флота.

## Конструкция

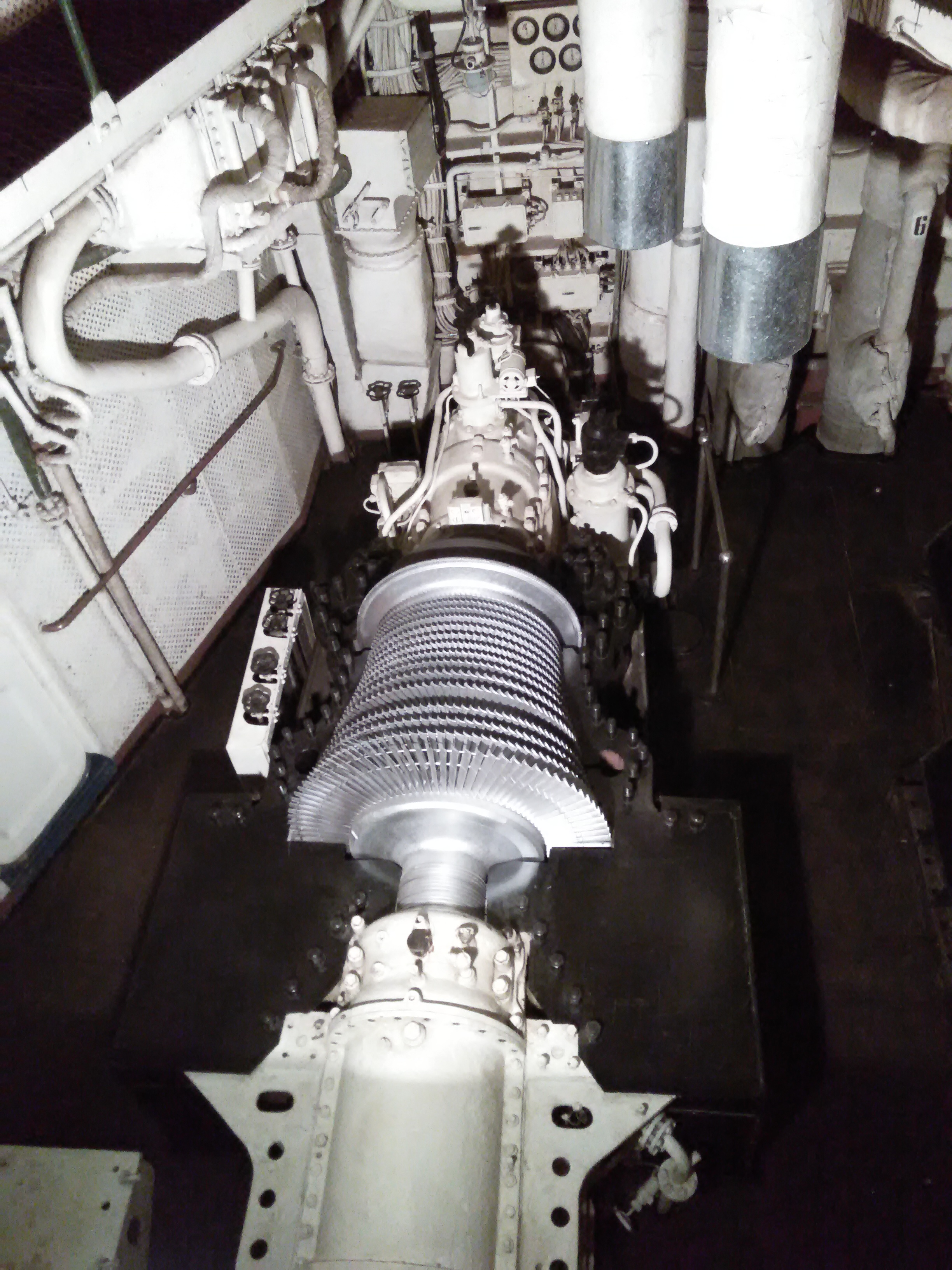
Турбогенератор без верхней крышки в машинном отделении

Атомный ледокол «Ленин» — гладкопалубное судно с удлинённой средней надстройкой и двумя мачтами. В кормовой части расположена взлётно-посадочная площадка с ангаром для вертолётов ледовой разведки. Корпус разделён главными поперечными водонепроницаемыми переборками на 12 отсеков (по данным разработчиков на 1958 год — 11 отсеков), что обеспечивает непотопляемость при затоплении двух любых смежных отсеков. Две продольные переборки образуют бортовые отсеки для балластных, топливных и других цистерн. Наружная обшивка в районе ледового пояса и прилегающих зонах выполнена из стали повышенной прочности (марки АК-27 и АК-28). Толщина ледового пояса в средней части — 36 мм, в носовой — 52 мм, в кормовой — 44 мм. Ледокол оборудован специальными креновой и дифферентной системами для улучшения ледопроходимости.

### Силовая установка
Первоначально на ледоколе была установлена трёхреакторная атомная паропроизводящая установка (АППУ) с реакторами ОК-150. Реакторы водо-водяного типа использовали дистиллированную воду в качестве замедлителя нейтронов и теплоносителя первого контура. Вода нагревалась в реакторе до температуры свыше 300 °C (на выходе 325 °C), но не закипала из-за высокого давления (проектное до 200 атм, эксплуатационное 100 атм). Тепло первого контура использовалось для выработки пара во втором контуре (в парогенераторах) (360 т/ч пара при 310 °C и 28 атм на всю установку). Этот пар поступал на 4 главных турбогенератора, расположенных в носовом и кормовом машинных отделениях. Турбогенераторы вырабатывали постоянный ток (напряжение 1200 В) для трёх гребных электродвигателей. Мощность от каждого турбогенератора распределялась на гребные валы в отношении 1:2:1 (25 % на бортовой, 50 % на средний, 25 % на другой бортовой вал). Таким образом, общая мощность 44 000 л. с. распределялась: 22 000 л. с. на средний винт и по 11 000 л. с. на бортовые. Энергосистема также включала две вспомогательные электростанции (турбогенераторы по 1000 кВт переменного тока 380 В) и три дизель-генератора (один резервный 1000 кВт и два аварийных по 100 кВт). Управление механизмами и системами было дистанционным и осуществлялось с поста энергетики и живучести.
В 1970 году в ходе модернизации первоначальная АППУ была заменена на двухреакторную установку с реакторами ОК-900.

### Условия обитаемости
Экипаж размещался в одно- и двухместных каютах. Каюты были оборудованы системой кондиционирования воздуха, водяным отоплением, умывальниками с горячей и холодной водой, освещением лампами дневного света. На ледоколе были созданы хорошо оборудованные общественные помещения: кают-компания, столовая (с возможностью демонстрации кинофильмов), клуб, библиотека, читальня, курительный и музыкальный салоны. Медицинский блок включал амбулаторию, физиотерапевтический кабинет, операционную, зубоврачебный и рентгеновский кабинеты, аптеку, лабораторию, лазарет и изолятор.

## Эксплуатация

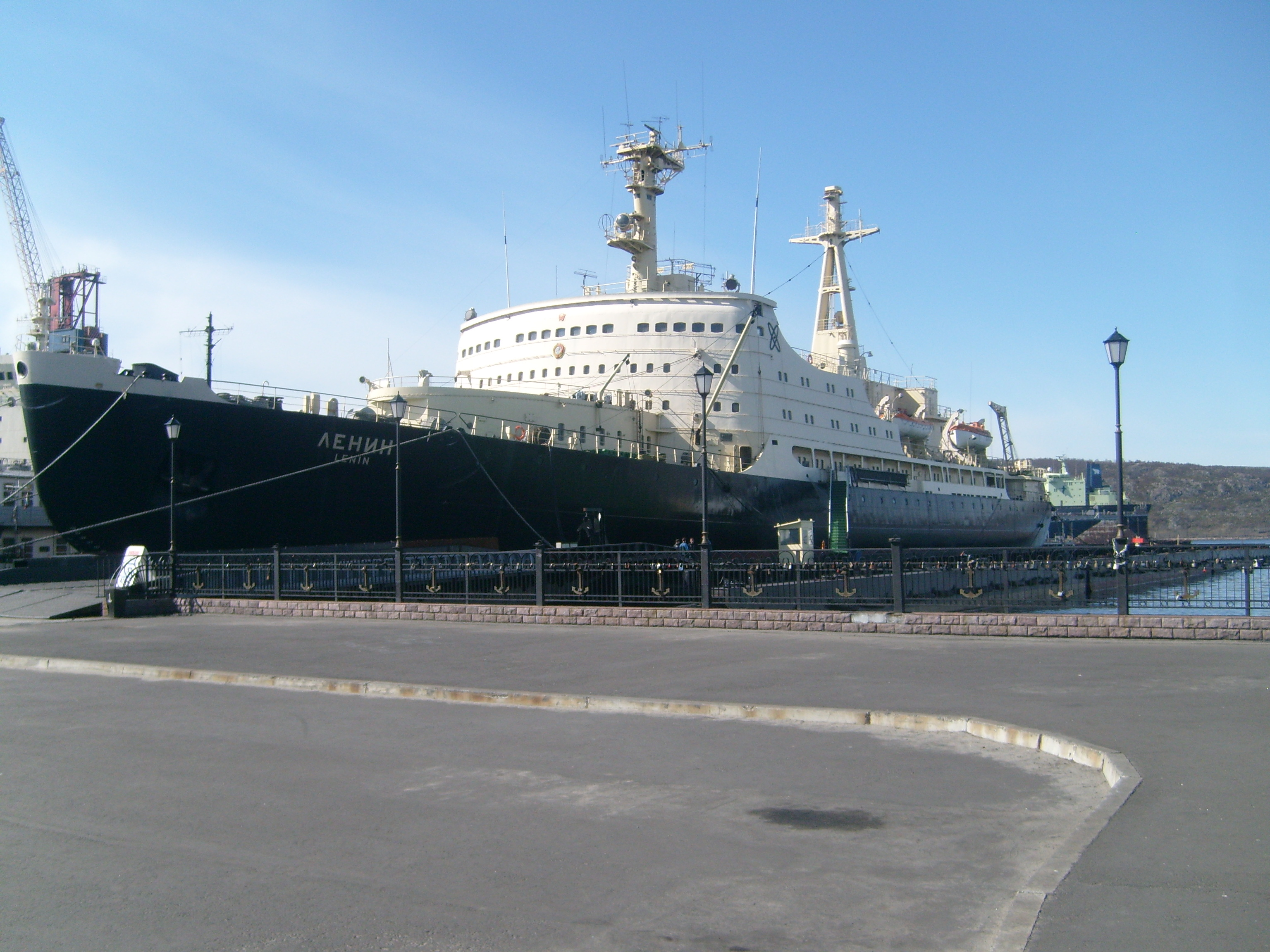
Музейный «Ленин» в Мурманске, 2009 год

С момента ввода в эксплуатацию ледокол «Ленин» вошёл в состав Мурманского морского пароходства. Благодаря большой мощности и высокой автономности он с первых навигаций показал высокую эффективность. Применение атомохода позволило существенно продлить навигационный период в Арктике.
Первым капитаном ледокола был П. А. Пономарёв (1957—1961). С 1961 года и до своей кончины в 2001 году капитаном (сначала дублёром, затем основным) был Б. М. Соколов.
В 1966 году по результатам эксплуатации было принято решение заменить трёхреакторную АППУ ОК-150 на более совершенную двухреакторную ОК-900. Основной причиной стала низкая ремонтопригодность установки ОК-150. Демонтаж старой установки, не предусмотренный проектом, потребовал бы значительной разборки корпуса. Чтобы ускорить процесс, в 1967 году была проведена уникальная операция по извлечению реакторного отсека: ледокол привели в мелководный залив Цивольки на Новой Земле, где с помощью тротиловых зарядов, заложенных по периметру и под днищем, отсек был отделён от корпуса и затоплен (после выгрузки топлива). Монтаж новой установки ОК-900 завершили в 1970 году на судоремонтном заводе «Звёздочка» в Северодвинске.
За первые 6 лет эксплуатации ледокол прошёл свыше 82 тыс. морских миль и самостоятельно провёл более 400 судов. В июне 1971 года «Ленин» совместно с ледоколом «Владивосток» совершил сверхранний высокоширотный рейс по маршруту Мурманск — Певек, пройдя к северу от архипелагов Новая Земля, Северная Земля и Новосибирские острова. Этот рейс стал важным этапом подготовки экспедиции ледокола «Арктика» на Северный полюс в 1977 году.
10 апреля 1974 года указом Президиума Верховного Совета СССР ледокол «Ленин» был награждён орденом Ленина за большой вклад в обеспечение арктических перевозок и использование атомной энергии в мирных целях. Группы членов экипажа удостаивались государственных наград в 1973 и 1976 годах.
Ледокол «Ленин» проработал 30 лет. За это время он прошёл 654,4 тыс. морских миль (из них 563,6 тыс. во льдах) и обеспечил проводку 3740 судов. В 1989 году был выведен из эксплуатации и поставлен на вечную стоянку в Мурманске. Идея сохранения ледокола как музея возникла сразу после завершения его эксплуатации. Большую роль в этом сыграл капитан Б. М. Соколов и созданный в 2000 году Фонд поддержки атомного ледокола «Ленин». В 2008 году ледокол перешёл в ведение ФГУП «Атомфлот» Госкорпорации «Росатом». 5 мая 2009 года он был приведён к морскому вокзалу Мурманска, и 3 декабря 2009 года, в день 50-летия судна, на его борту открылся музей.
В январе 2016 года приказом Министерства культуры России ледокол «Ленин» был включён в единый государственный реестр объектов культурного наследия федерального значения. Паспорт объекта культурного наследия был выдан в октябре 2018 года.

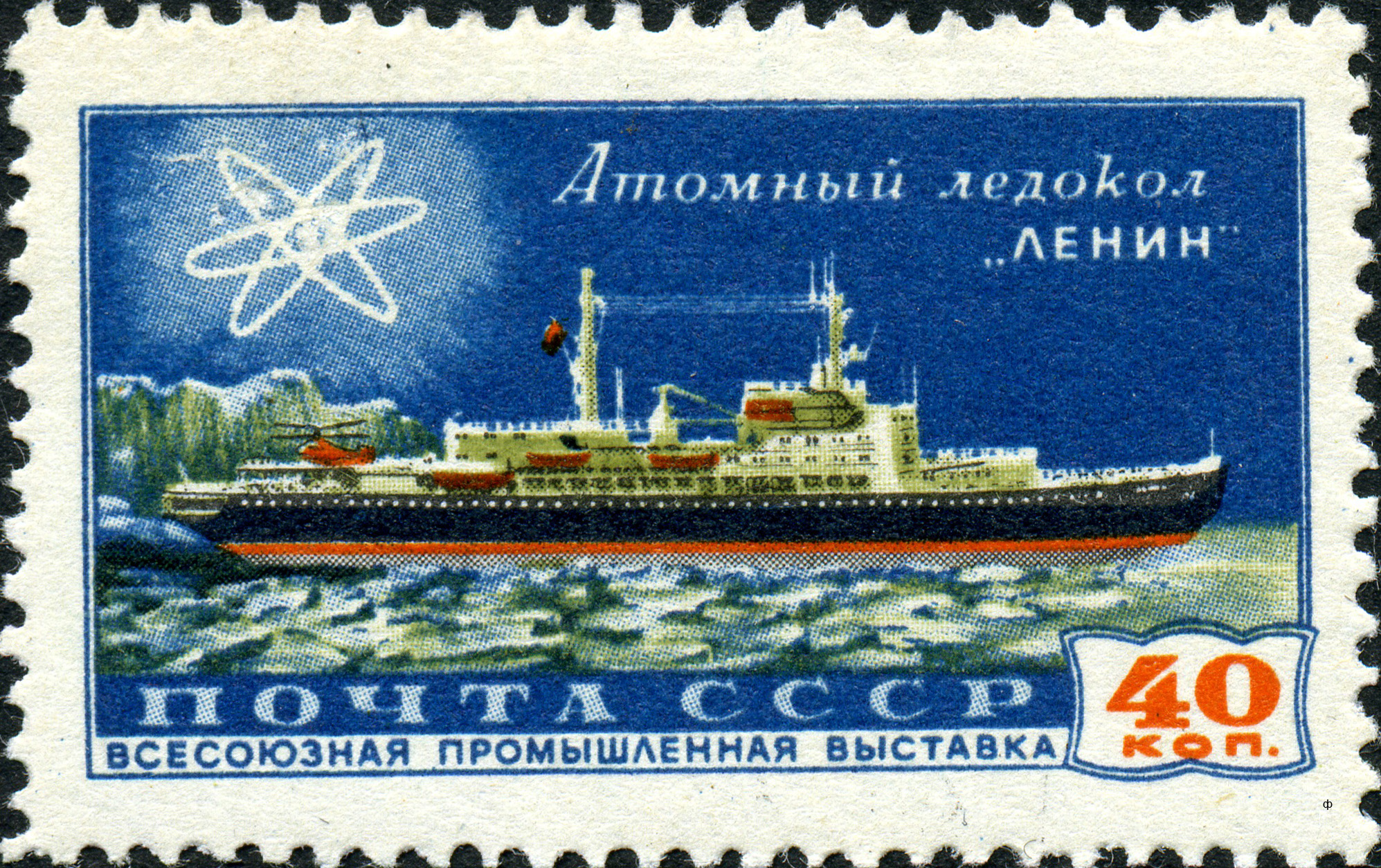
Почтовая марка СССР, 1958 год
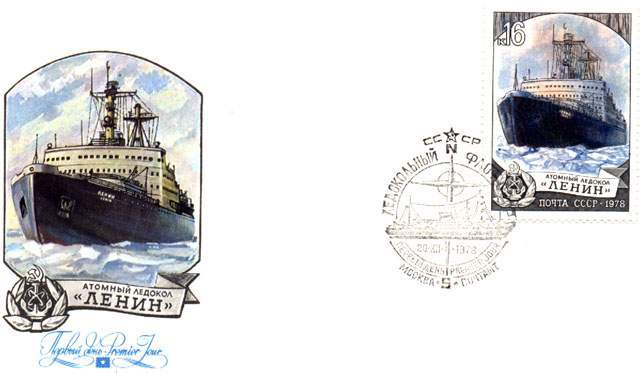
Почтовый конверт и марка СССР, 1978 год
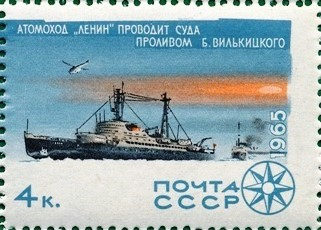
Почтовая марка, 1965 год. Атомоход «Ленин»
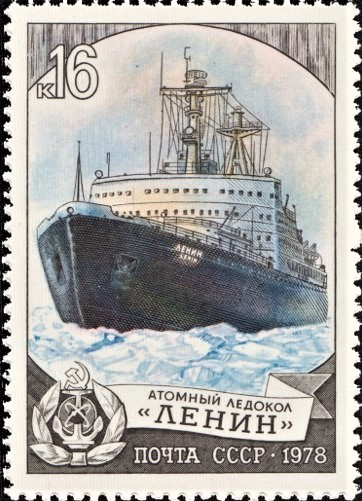
Почтовая марка, 1978 год. Атомоход «Ленин»
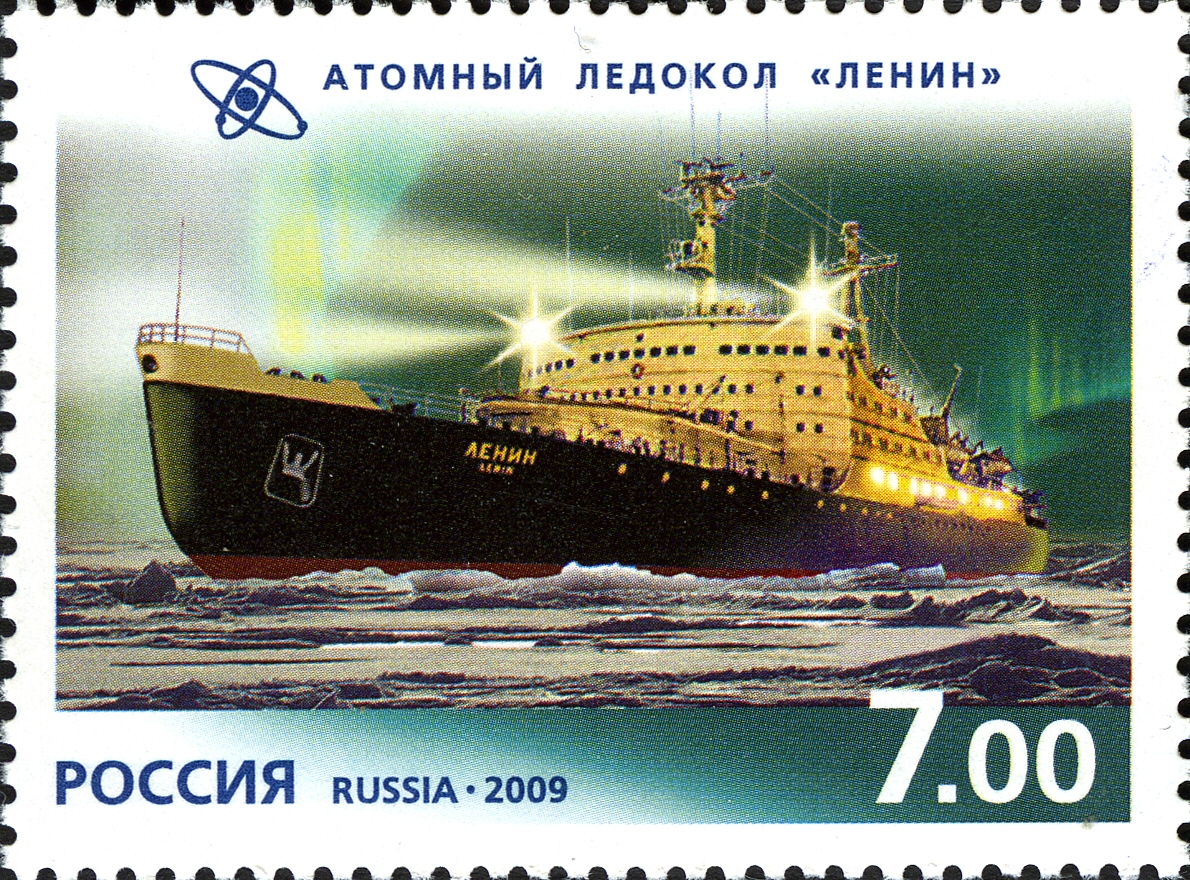
Почтовая марка России, 2009 год

### Инциденты с реакторной установкой ОК-150
За время эксплуатации первой реакторной установки ОК-150 произошло несколько серьёзных инцидентов, которые, наряду с низкой ремонтопригодностью, привели к решению о её замене. Достоверно не известно, соответствуют ли эти инциденты уровням Международной шкалы ядерных событий, но они описаны в различных источниках:
1. Февраль 1965 года. Во время планового ремонта главных циркуляционных насосов первого контура реактора № 2 из-за ошибки оператора произошла кратковременная остановка циркуляции воды через активную зону. Это привело к её перегреву, который в разных источниках описывается как оплавление с разрушением технологических каналов[30], частичное повреждение примерно 60 % тепловыделяющих сборок (ТВС)[31] или серьёзные механические повреждения некоторых ТВС (вплоть до отрыва частей конструкций), обнаруженные при выгрузке ОЯТ[24][32]. 95 отработавших ТВС были перегружены в пеналы хранилища плавтехбазы «Лепсе»[32]. Оставшиеся 124 ОТВС (около 60 % топлива) были выгружены вместе с экранной сборкой и компенсирующей решёткой, помещены в специальный контейнер, который заполнили твердеющим радиационно стойким консервантом и герметизировали[33]. Контейнер после двухлетней выдержки на берегу поместили в специально построенный понтон и затопили в заливе Цивольки[32][33].
2. Осень 1965 года. Во время навигации была обнаружена течь первого контура реактора № 3[30][34]. Вышла из строя вставная нержавеющая плакирующая рубашка одного из парогенераторов, предназначенная для защиты корпуса от коррозии[30]. Возникла течь первого контура во второй[34]. В результате до конца навигации реактор мог работать только на одном парогенераторе с половинной мощностью[24][30].
3. Начало 1966 года. Из-за нарушения технологии сварочных работ в аппаратном помещении произошёл крупный пожар, разрушивший кабельные трассы[24][30]. Последствия пожара с трудом ликвидировали, заменили парогенератор на реакторе № 3[30].
4. Лето 1966 года. При подготовке к навигации[30] или при вводе установки в работу[7] была обнаружена новая течь плакирующей рубашки из нержавеющей стали, на этот раз на силовом корпусе реактора № 1[5]. Устранить её без замены всего реактора было невозможно[7].
5. 1967 год. По сведениям организации «Беллона»[32], была зафиксирована течь трубопроводов третьего контура (охлаждавшего оборудование первого контура) одного из реакторов. При вскрытии неразборной бетонной биологической защиты для поиска места протечки якобы были нанесены серьёзные механические повреждения оборудованию реакторной установки[32].

По разным версиям, окончательное решение о замене установки ОК-150 на ОК-900 было принято после второго, четвёртого или пятого инцидента. Официально оно было оформлено постановлением Совета Министров СССР № 148-62 от 18 февраля 1967 года.

## В культуре

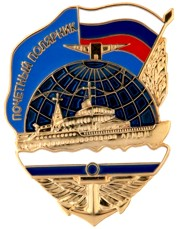
Ледокол «Ленин» на нагрудном знаке «Почётный полярник»

- На атомоходе снимался фильм «Ледокол» (2016)[35].

## Капитаны
- Павел Акимович Пономарёв (1957—1961)[2][22]
- Борис Макарович Соколов (1961—2001)[22][23]
- Александр Ефимович Кастерин (2001—2009)[36]
- Александр Николаевич Баринов (с июня 2009)[36]
- Валентин Сергеевич Давыдянц (на 2015 год — капитан ледокола-музея)[37]

### Фотогалереи и базы данных по приписке
- Список ледоколов проекта 92. Fleetphoto.ru.